# Acéprométazine
L'acéprométazine, plus rarement orthographiée acéprométhazine, est un composé organique de la classe des phénothiazines, doué de propriétés pharmacologiques psycholeptiques, antipsychotiques, parasympatholytiques et antihistaminiques qui le font utiliser comme sédatif, notamment dans le traitement de l'insomnie.